# 플라비우 콘세이상
플라비우 다 콘세이상(포르투갈어: Flávio da Conceição, 1974년 6월 12일, 산타 마리아 다 세라 ~)은 브라질의 전직 프로 축구 선수로, 현역 시절 미드필더로 활약했다.
콘세이상은 스페인에서 성공을 거두었는데, 레알 마드리드 소속으로 6번의 주요 대회 우승을 거두고 브라질 국가대표팀 일원으로 40번이 넘는 경기에 출전했다.

## 클럽 경력
상 파울루 주 산타 마리아 다 세라 출신인 콘세이상은 1992년에 히우 브랑쿠 소속으로 신고식을 치렀다. 이듬해, 그는 파우메이라스에 합류해 1군 경기에 100번 넘게 출전했다. 그의 활약상은 스페인의 관심을 끌어 1996년 하계 올림픽 종료 이후 데포르티보로 €5.2M에 이적하였다.
그는 같은 브라질 출신 마우루 시우바와 중원에서 활약하면서 갈리시아 연고 구단이 스페인 축구 강호로 성장하는데 일조했는데, 그는 1999-2000 시즌에 리그 정상에 오른 시즌에 27번의 경기에 출전하여 4골을 넣었다. 그 다음 시즌, 그는 같은 라 리가의 레알 마드리드로 €26M에 이적했다.
콘세이상은 마드리드에서 비록 많은 경기에 출전하지 못했지만, 리그 2회 우승과 2001-02 시즌 챔피언스리그를 우승했는데, 이 과정에서 그는 바르셀로나와의 캄 노우 준결승 1차전 경기에 스티브 맥매너먼과 함께 득점을 올려 2-0 승리를 견인했다. 그는 2003-04 시즌을 도르트문트로 임대되어 보냈는데, 그 곳에서도 많은 출전 기회를 얻지 못했다.
2004년 여름, 콘세이상은 터키의 갈라타사라이로 이적했다. 그는 처음이자 마지막 시즌에 튀르키예 쿠파스 우승을 거두었지만, 챔피언스리그행에 실패하면서 방출 조항의 실행으로 구단을 떠나 그리스의 파나티나이코스와 계약했다.
부상과 기량 하락으로 허덕이던 콘세이상은 방출되어 32세에 현역에서 은퇴했다.

## 국가대표팀 경력
콘세이상은 브라질 국가대표팀 경기에 45번 출전하였고, 1997년과 1999년 코파 아메리카 2연패의 주역이었다. 그는 두 차례 컨페더레이션스컵에도 차출되었는데, 우승을 거둔 1997년 대회에는 4경기에 출전했다.
또한, 콘세이상은 애틀랜타에서 열린 1996년 하계 올림픽에서 동메달을 획득했지만, 월드컵에 참가한 적은 없다.

## 수상
파우메이라스
- 캄페오나투 브라질레이루 세리이 A: 1993, 1994

데포르티보
- 라 리가: 1999–2000

레알 마드리드
- 라 리가: 2000–01, 2002–03
- 수페르코파 데 에스파냐: 2001
- 챔피언스리그: 2001–02
- UEFA 슈퍼컵: 2002
- 인터콘티넨털컵: 2002

갈라타사라이
- 튀르키예 쿠파스: 2004–05

브라질 U-23
- 하계 올림픽 동메달: 1996

브라질
- 컨페더레이션스컵: 1997
- 코파 아메리카: 1997, 1999
- 골드컵 준우승: 1996